# Imasagén
Imasagén (en árabe: بني محسن‎, en francés: Beni Mahsène) es una localidad marroquí perteneciente al municipio de Iyarmaguas, en la región de Tánger-Tetuán-Alhucemas. Desde 1912 hasta 1956 perteneció a la zona norte del Protectorado español de Marruecos.